# マルコ・アントニオ・トロコルト
マルキーニョス（Marquinhos）こと、マルコ・アントニオ・トロコルト（Marco Antonio Trocourt、1963年9月5日 - ）は、ブラジル出身の元サッカー選手、サッカー指導者（ゴールキーパーコーチ）。

## 経歴
1995年、選手引退後の31歳の頃よりブラジルのインテルナシオナルでゴールキーパーコーチ（GKコーチ）のキャリアをスタートさせる。
2002年にJ2のセレッソ大阪にGKコーチとして招かれて来日。当時の監督は西村昭宏。セレッソ大阪はこのシーズンを見事リーグ2位で終え、1年でのJ1復帰を果たす。
2003年もGKコーチとしてJ1リーグを戦う選手たちを指導するが、シーズン途中に西村が解任され、翌2004年からはクラブがブラジル路線から東欧路線へとスタッフ、外国籍選手の人事を方針変更したことに伴い退団。
2004年以降はトルコの名門ガラタサライやブラジルへ戻ってからはゴイアス、フラメンゴといった強豪クラブでGKコーチを務めることになる。
2006年、西野朗に招かれてガンバ大阪のGKコーチに就任。所属するクラブは変わったが再び大阪の地へと戻ってきた。6年の間、GKコーチを務めた前任者のロビンソンの後任として、2009年までガンバ大阪で指導した。2011年から2012年まで再び、SCインテルナシオナルのGKコーチを務めた。
2013年、ガンバ大阪のGKコーチに4年ぶりに就任。2015年シーズン終了後、契約満了により退団。

## 選手歴
- 1982年 - 1989年  ECノヴォ・アンブルゴ
- 1990年  SCインテルナシオナル
- 1991年  ECノヴォ・アンブルゴ
- 1992年 - 1993年  クルーベ・ナウチコ・カピバリベ

## 指導歴
- 1995年 - 2001年  SCインテルナシオナル
- 2002年 - 2003年  セレッソ大阪
- 2004年  ガラタサライSK
- 2004年  ゴイアスEC
- 2005年  ボタフォゴFR
- 2005年  CRフラメンゴ
- 2006年 - 2009年  ガンバ大阪
- 2011年 - 2012年  SCインテルナシオナル
- 2013年 - 2015年  ガンバ大阪

※全てGKコーチとしての指導